# Бердо 2
Бердо 2 — печера, що знаходиться в місті Чорткові Тернопільської області. Загальна довжина печери — 4,3 метра.

## Історія відкриття
Перше повідомлення про печеру з'явилось в газеті «Голос народу» 16 серпня 2019 року Володимиром Добрянським — археологом Чортківщини.

## Дослідження
Назва походить від її місцезнаходження. 
Загальна ширина проходів у печері — 4,3, а об'єм — 7 куб. м. Середня ширина проходу печери та блоку порожнини — 1-1,5, а висота — 3 метри. 
Вхід має трикутну форму висотою 1 метр.
Порожнина має відмінний екологічний стан та доступна й легка для відвідування.